# David Ellison
David Ellison (9 de janeiro de 1983, Califórnia, EUA) é um produtor de cinema e CEO da Skydance Media, na qual também é fundador. 

## Filmografia
| Ano  | Título                               | Diretor                | Notas              |
| ---- | ------------------------------------ | ---------------------- | ------------------ |
| 2010 | True Grit                            | Joel and Ethan Coen    | Produtor executivo |
| 2011 | Mission: Impossible – Ghost Protocol | Brad Bird              | Produtor executivo |
| 2012 | The Guilt Trip                       | Anne Fletcher          | Produtor executivo |
| 2012 | Jack Reacher                         | Christopher McQuarrie  | Produtor executivo |
| 2013 | G.I. Joe: Retaliation                | Jon M. Chu             | Produtor executivo |
| 2013 | Star Trek Into Darkness              | J. J. Abrams           | Produtor executivo |
| 2013 | World War Z                          | Marc Forster           | Produtor executivo |
| 2014 | Jack Ryan: Shadow Recruit            | Kenneth Branagh        | Produtor executivo |
| 2015 | Terminator Genisys                   | Alan Taylor            | Produtor           |
| 2015 | Mission: Impossible – Rogue Nation   | Christopher McQuarrie  | Produtor           |
| 2016 | Star Trek Beyond                     | Justin Lin             | Produtor executivo |
| 2016 | Jack Reacher: Never Go Back          | Edward Zwick           | Produtor executivo |
| 2017 | Life                                 | Daniel Espinosa        | Produtor           |
| 2017 | The Hitman's Bodyguard               | Patrick Hughes         | Produtor           |
| 2017 | Geostorm                             | Dean Devlin            | Produtor           |
| 2018 | Mission: Impossible - Fallout        | Christopher McQuarrie  | Produtor           |
| 2019 | Gemini Man                           | Ang Lee                | Produtor           |
| 2019 | Terminator: Dark Fate                | Tim Miller             | Produtor           |
| 2019 | 6 Underground                        | Michael Bay            | Produtor           |
| 2020 | The Old Guard                        | Gina Prince Blythewood | Produtor           |
| 2021 | The Tomorrow War                     | Chris McKay            | Produtor           |
| 2022 | The Adam Project                     | Shawn Levy             | Produtor           |
| 2022 | Top Gun: Maverick                    | Joseph Kosinksi        | Produtor           |
| 2022 | Luck                                 | Peggy Holmes           | Produtor           |
| 2022 | The Greatest Beer Run Ever           | Peter Farrelly         | Produtor           |
| 2023 | Air                                  | Ben Affleck            | Produtor           |
| 2023 | Ghosted                              | Dexter Fletcher        | Produtor           |
| 2023 | Heart of Stone                       | Tom Harper             | Produtor           |
| 2023 | Spy Kids: Armageddon                 | Robert Rodriguez       | Produtor           |
| 2024 | The Old Guard 2                      | Victoria Mahoney       | Produtor           |
| 2024 | Spellbound                           | Vicky Jansen           | Produtor           |
|      |                                      |                        |                    |